# Баустерт
Баустерт (нім. Baustert) — громада в Німеччині, розташована в землі Рейнланд-Пфальц. Входить до складу району Бітбург-Прюм. Складова частина об'єднання громад Бітбургер-Ланд.
Площа — 4,48 км2. Населення становить 459 ос. (станом на 31 грудня 2020).

## Галерея

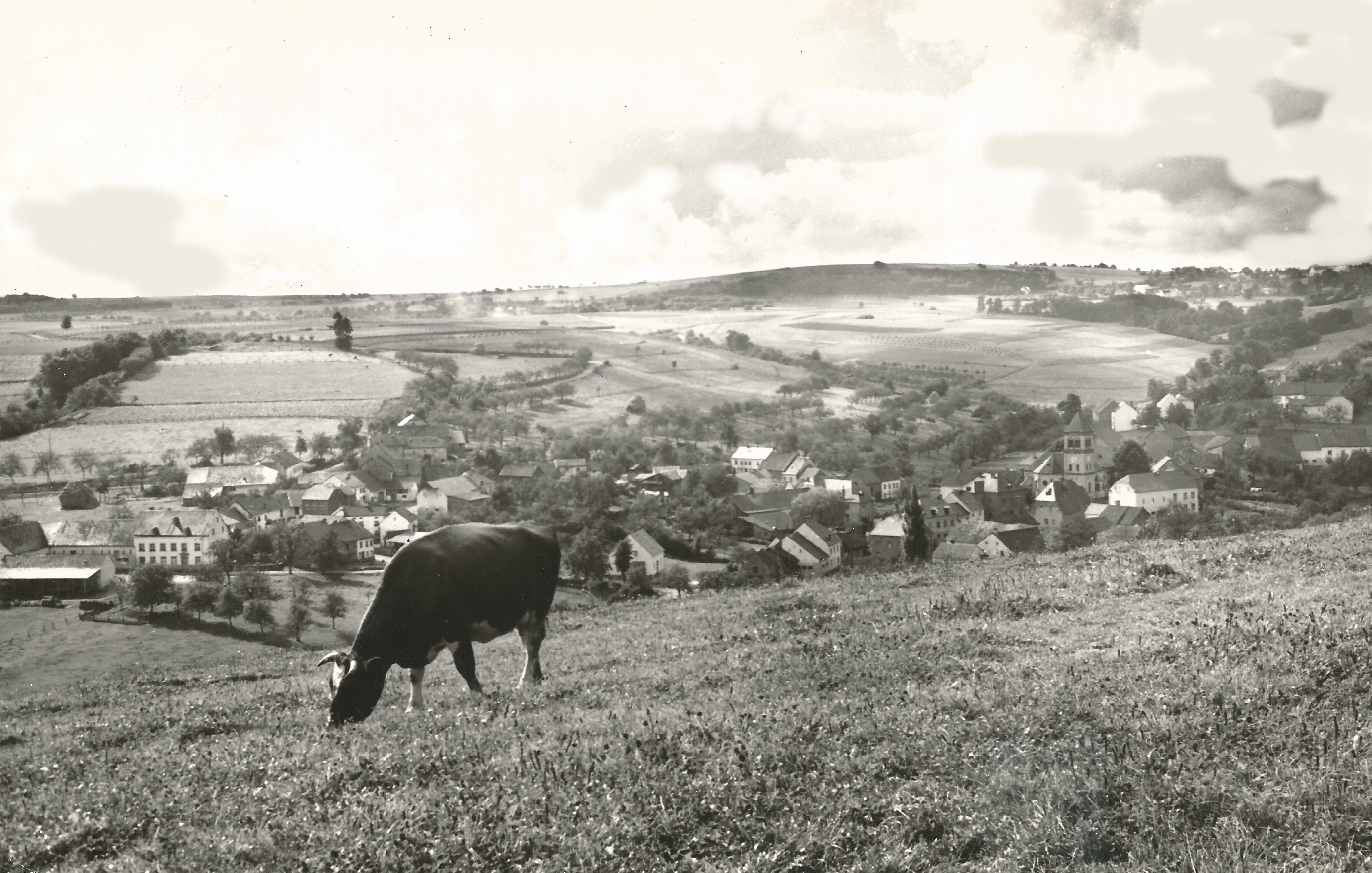
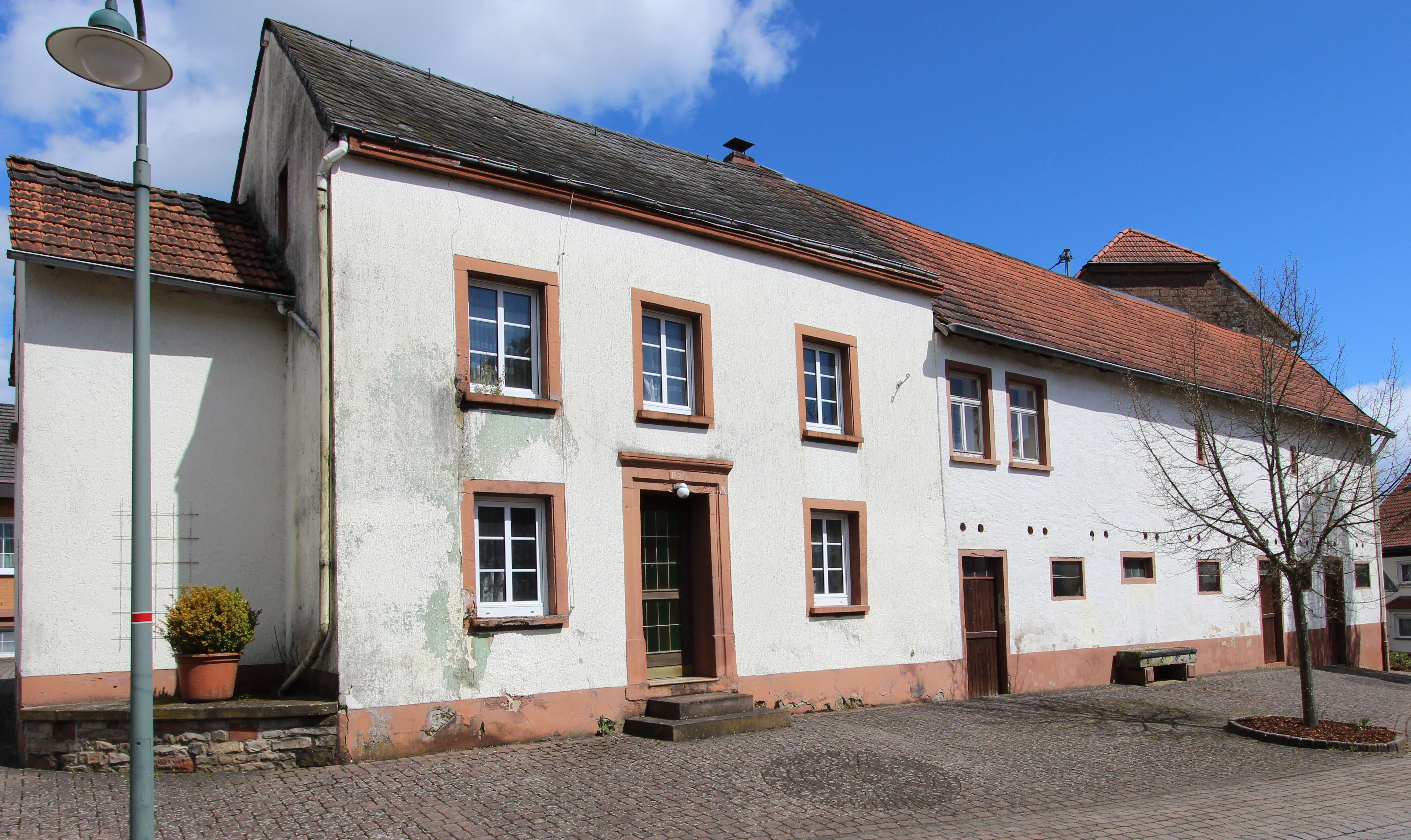
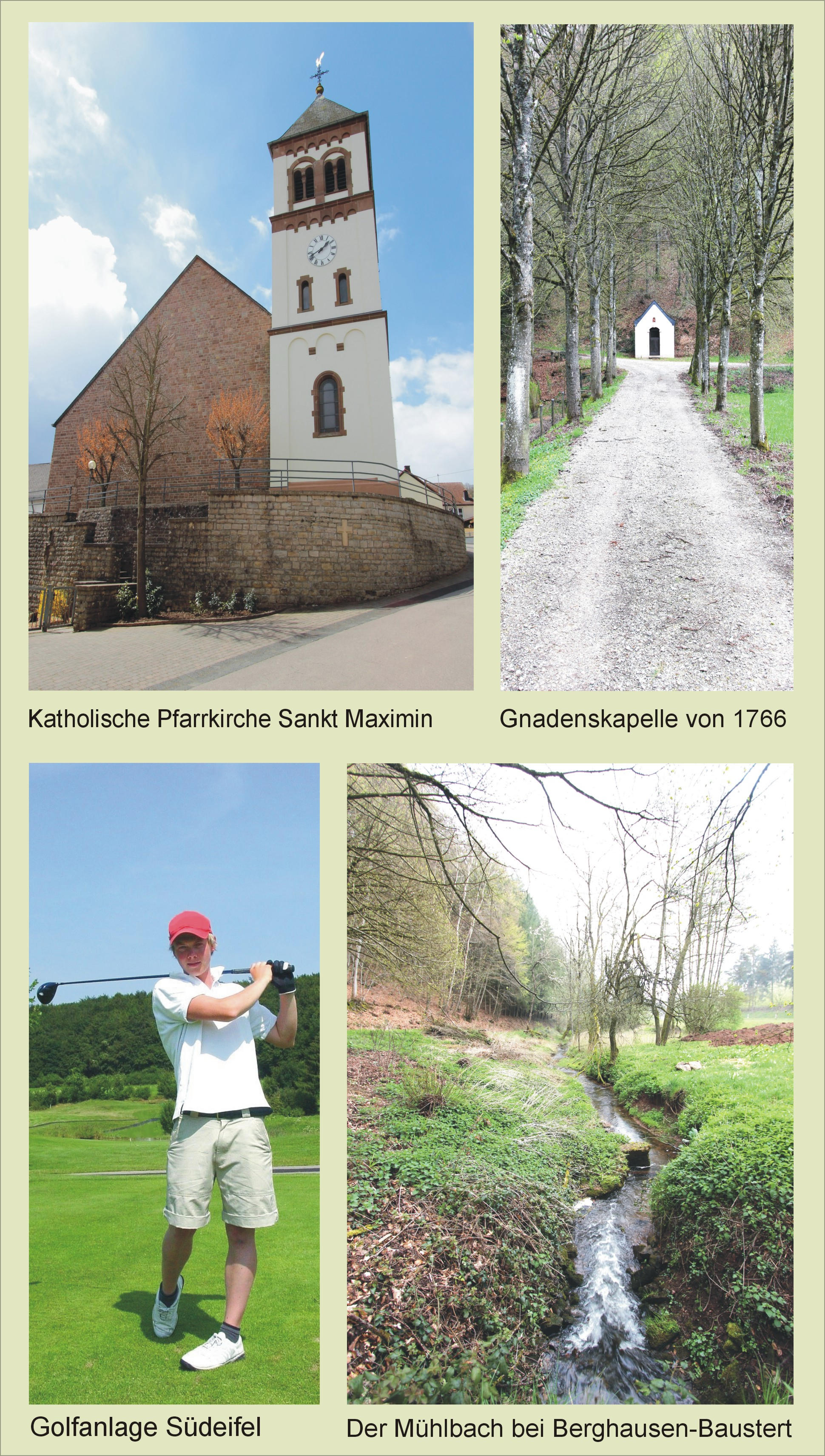